# 古地石駅
古地石駅（こちせき-えき、閩南語:Kó͘-tē-chio̍h tsām）は、福建省厦門市思明区に位置する廈門軌道交通2号線の駅である。この駅は2019年12月25日に開業した地下鉄駅。 

## 駅構造
島式ホーム1面2線の地下2層構造の駅である。

### のりば
| 番線 | 路線              | 方面                            | 行先        |
| ---- | ----------------- | ------------------------------- | ----------- |
|      | 廈門軌道交通2号線 | 江頭・呂厝・馬鑾中心・東孚 方面 | 天竺山 行き |
|      | 廈門軌道交通2号線 | 東宅・五通・湿地公園・鍾宅 方面 | 五縁湾 行き |

## 隣の駅
廈門軌道交通
■2号線
蔡塘駅 - 古地石駅 - 嶺兜駅